# ديفيد نيكولاس
ديفيد نيكولاس (بالإنجليزية: David Nicholas)‏ هو دراج أسترالي، ولد في 1 ديسمبر 1991 في كوينزلاند في أستراليا.